# Dumba-Villa

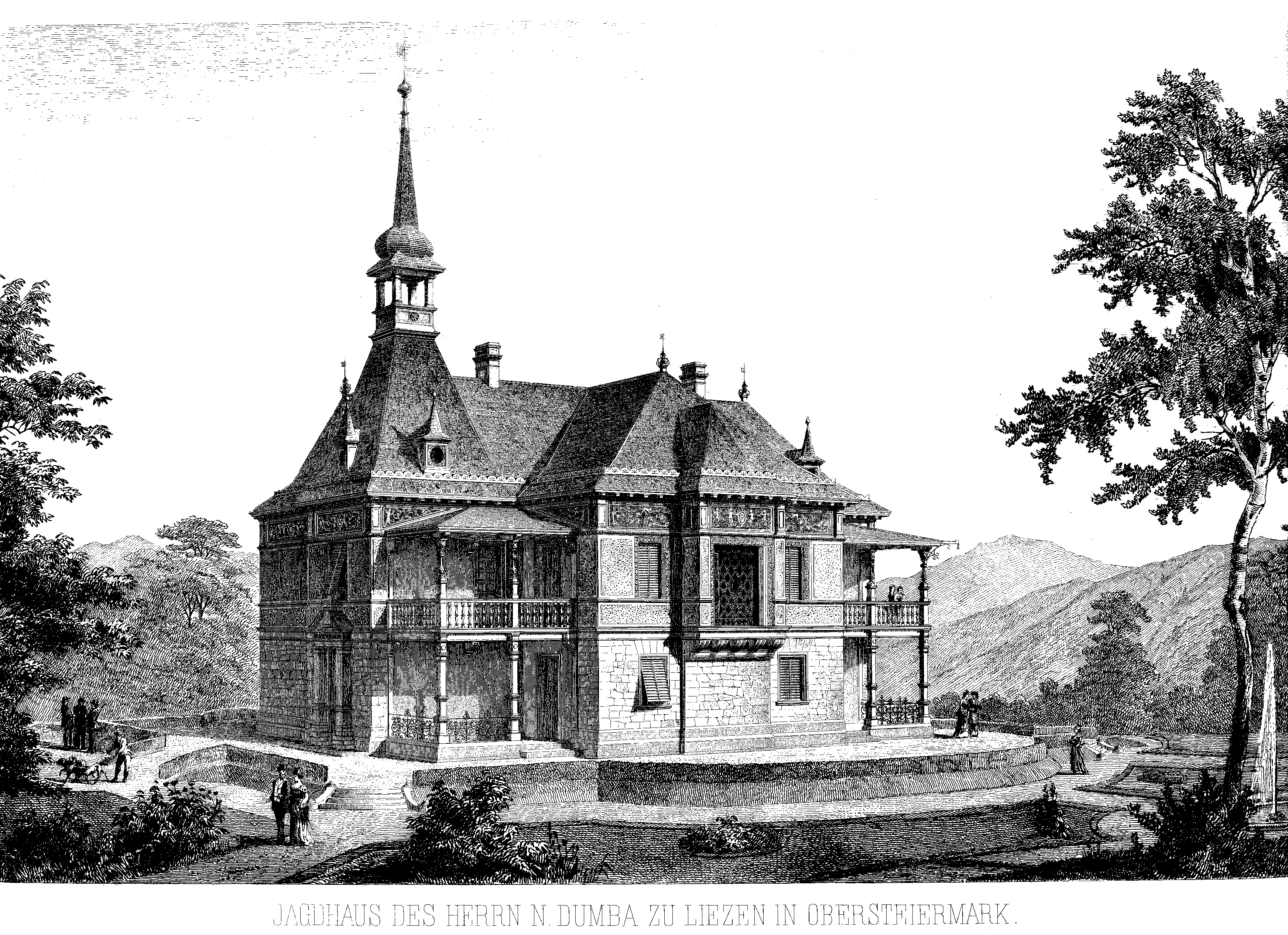
Erstzustand um 1876

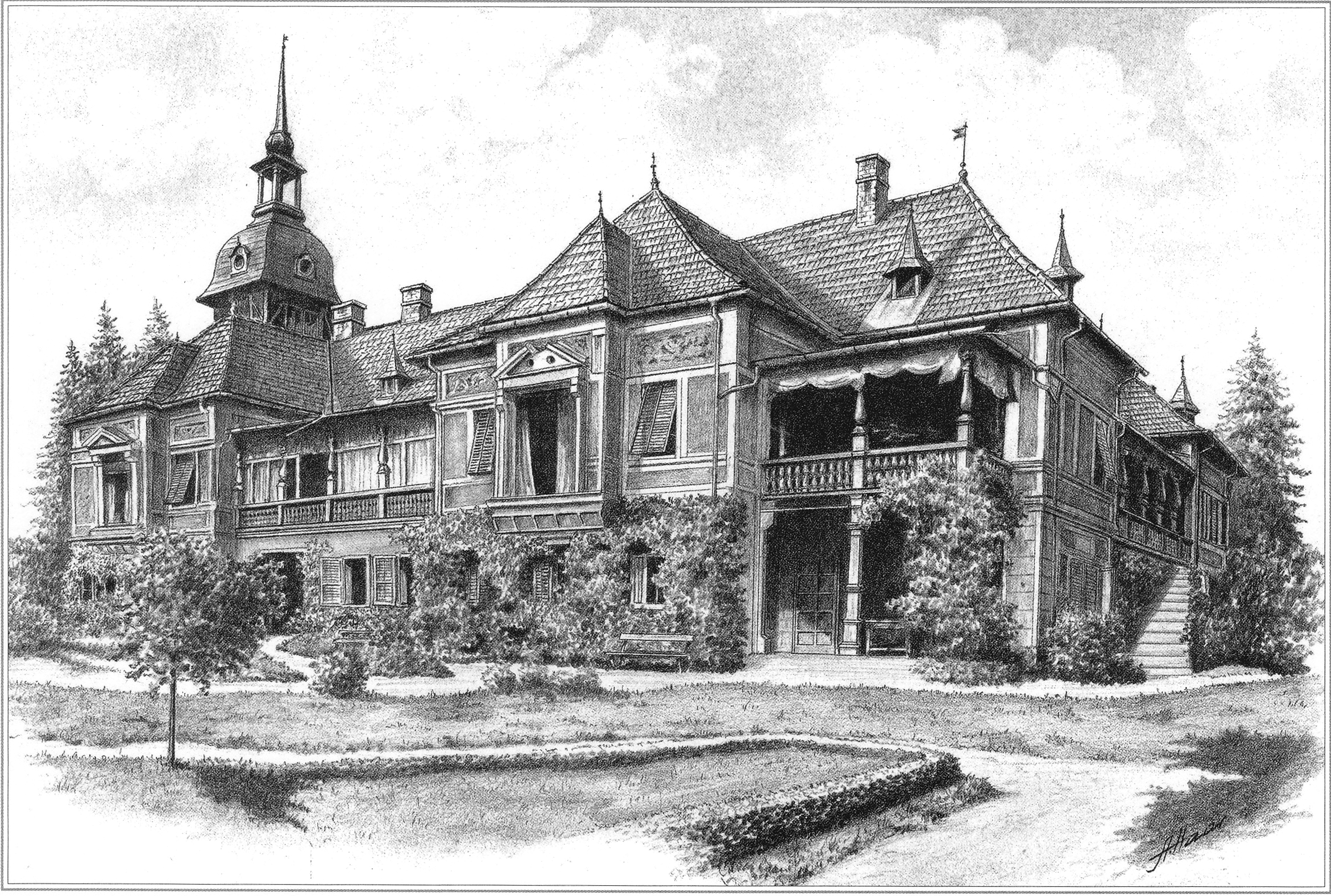
Ausgebauter Zustand um 1880

Jagdzimmer der Villa um 1900

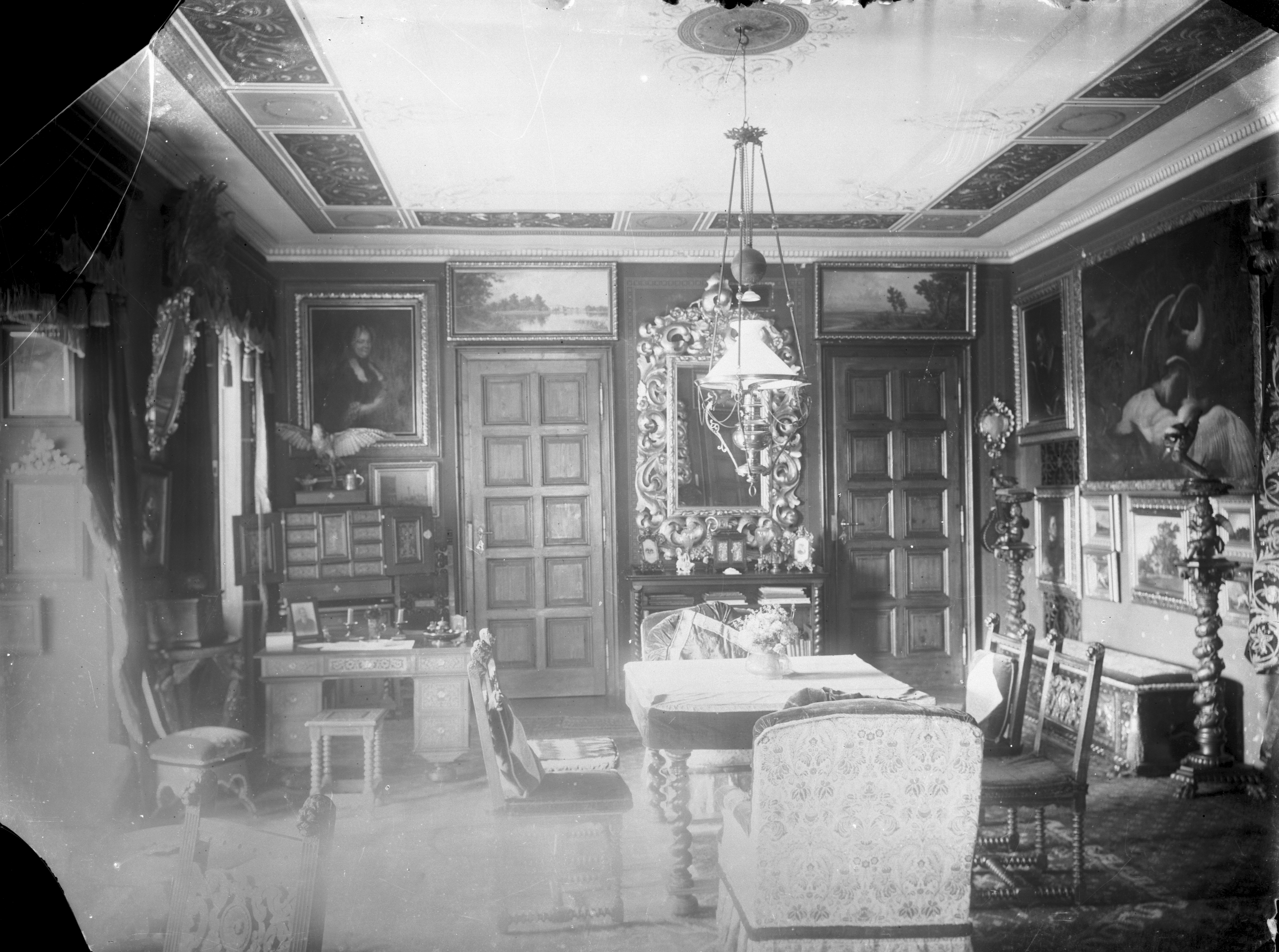
Salon der Villa um 1900

Rudolph von Alt: Konzert in der Liezener Dumba-Villa (Aquarell, 1879)

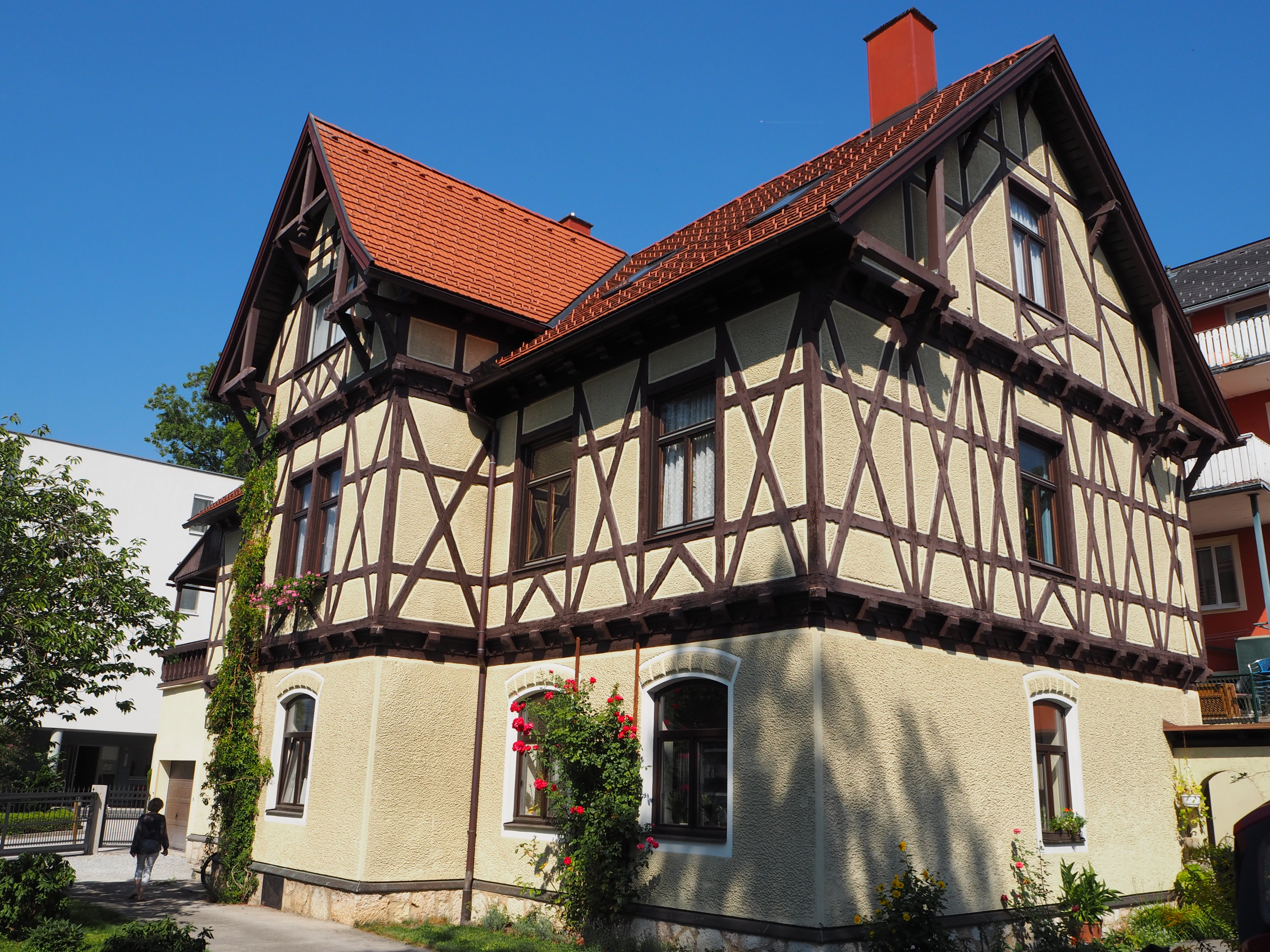
Sog. Kleine Dumba-Villa

Ausstellungsraum der Kleinen Dumba-Villa

Die Dumba-Villa war ein im Stil des Historismus errichtetes, 1960 abgebrochenes Jagdschloss in Liezen in der Steiermark in Österreich.

## Beschreibung
Erbaut wurde die Liezener Dumba-Villa 1874/1875 als Jagdhaus durch den Friedrich-von-Schmidt-Schüler August Krumholz für den Wiener Industriellen und Politiker Nikolaus Dumba. Dieser verbrachte seit etwa 1865 regelmäßig die Sommer- und Herbstmonate in Liezen und erhielt 1873 für sein soziales und wirtschaftliches Engagement die Ehrenbürgerwürde der Gemeinde verliehen. Die in einem zweiten Bauabschnitt 1877/1878 von Heinrich Ferstel erweiterte Villa befand sich westlich des damaligen Ortes an der Ausseer Straße in exponierter Lage über dem steirischen Ennstal und stellte eine asymmetrische Bautengruppe mit seitlichem Turm mit Fachwerkaufsatz dar. Für das äußere Erscheinungsbild charakteristisch war die Verwendung hölzerner Laubengänge, die dem Bauwerk einen landhausartigen Charakter geben sollten. Auf die Bestimmung des Hauses verwies ein umlaufender Sgraffito-Fries mit Jagdszenen. In der reich ausgestatteten Villa war ein Teil der umfangreichen Kunstsammlung der Familie Dumba untergebracht.
Die Dumba-Villa wurde im letzten Viertel des 19. Jahrhunderts zu einem wichtigen kulturellen Zentrum in der Region. Nachgewiesen sind regelmäßige Besuche des Musikkritikers Eduard Hanslick und der Komponisten Eusebius Mandyczewski, Richard Heuberger und Robert Fuchs. Zu den Künstlern, die als Gäste der Familie Dumba in Liezen weilten, gehörten u. a. Rudolf von Alt, Gottfried Seelos, Eduard Peithner von Lichtenfels und Karl Pischinger, der hier 1886 verstarb. 1879 wurde in der Dumba-Villa eine Zusammenkunft der von Dumba geleiteten Fraktion der Liberalen im österreichischen Reichsrat abgehalten. Der Bruder von Nikolaus Dumba, Michael Dumba, besaß eine eigene, noch erhaltene Villa in Bad Ischl. Zum umfangreichen Areal des Liezener Dumba-Parks gehörte auch das westlich gelegene, 1982 abgebrochene Schloss Grafenegg.
Während der Zwischenkriegszeit waren die Bauten von Behörden genutzt. 1940 wurde im Park der Liezener Dumba-Villa eine Südtiroler-Siedlung angelegt. 1960 wurde das zuletzt als Musikschule genutzte Villengebäude selbst zugunsten von weiteren Siedlungsbauten abgebrochen. Erhalten hat sich hingegen das teilweise in Fachwerk errichtete Herrenhaus der zugehörigen Gutsanlage, aber ohne deren, 2016 zugunsten des „Dumbaparks“ abgebrochenen und bereits stark überformten, Wirtschaftstrakte. Diese sogenannte Kleine Dumba-Villa wurde seit 2014 einschließlich seiner auf der 1865 erschienenen Farbphysiologie von Ernst Brücke basierenden ornamentalen Innenausmalung umfassend restauriert. 2025 veranstaltete das Stadtarchiv Liezen in den Räumlichkeiten der Villa die Ausstellung Nicolaus Dumba – Ein Mäzen der Ringstraßenzeit in Liezen.